# Глинківське газове родовище
Глинківське газове родовище — належить до Більче-Волицького нафтогазоносного району Передкарпатської нафтогазоносної області Західного нафтогазоносного регіону України.

## Опис
Розташоване у Львівській області на відстані 12 км від м. Стрий.
Приурочене до північно-західної частини Косівсько-Угерської підзони Більче-Волицької зони.
Структура виявлена в 1981 р. і являє собою брахіантикліналь північно-західного простягання, розмірами по ізогіпсі — 950 м 4,5х1,4 м, висота 40 м. Вона обмежена двома поздовжніми та двома поперечними тектонічними порушеннями амплітудою до 25 м.
Перший промисловий приплив газу отримано з інт. 1192—1222 м у 1990 р.
Поклад пластовий, склепінчастий, тектонічно екранований. Режим покладу газовий. Запаси початкові видобувні категорій А+В+С1: газу — 536 млн. м³.